# Никола Рнић
Никола Рнић (Београд, 11. јануар 1984) је српски фудбалер и футсалер који игра на позицији везног играча. Тренутно наступа за футсалски клуб КМФ Економац у Првој футсал лиги Србије.

## Каријера
У периоду од 2002. до 2007. године играо је за ФК БСК Батајница, ФК Раднички Нова Пазова, ФК Дунав Стари Бановци, ФК БАСК и ФК Земун. Након тога заиграо је за футсал клуб КМФ Економац у Првој футсал лиги Србије. Футсал у клубу КМФ Економац играо је сезону и по, односно од 2007. до 2009. године. Средином 2009. године потписује за ФК Чукарички, а касније за ФК Срем Јаково, ФК Банат, ФК Земун, а 2013. године потписује за ФК Радник Сурдулица.
Године 2015. враћа се футсалу и почиње да игра за КМФ Економац.